# Gerrit van Honthorst

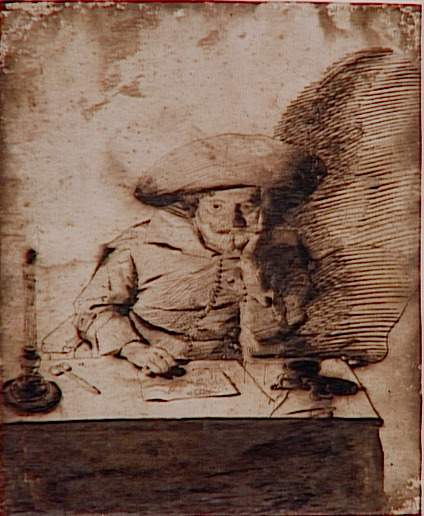
Gerrit van Honthorst, Selbstporträt

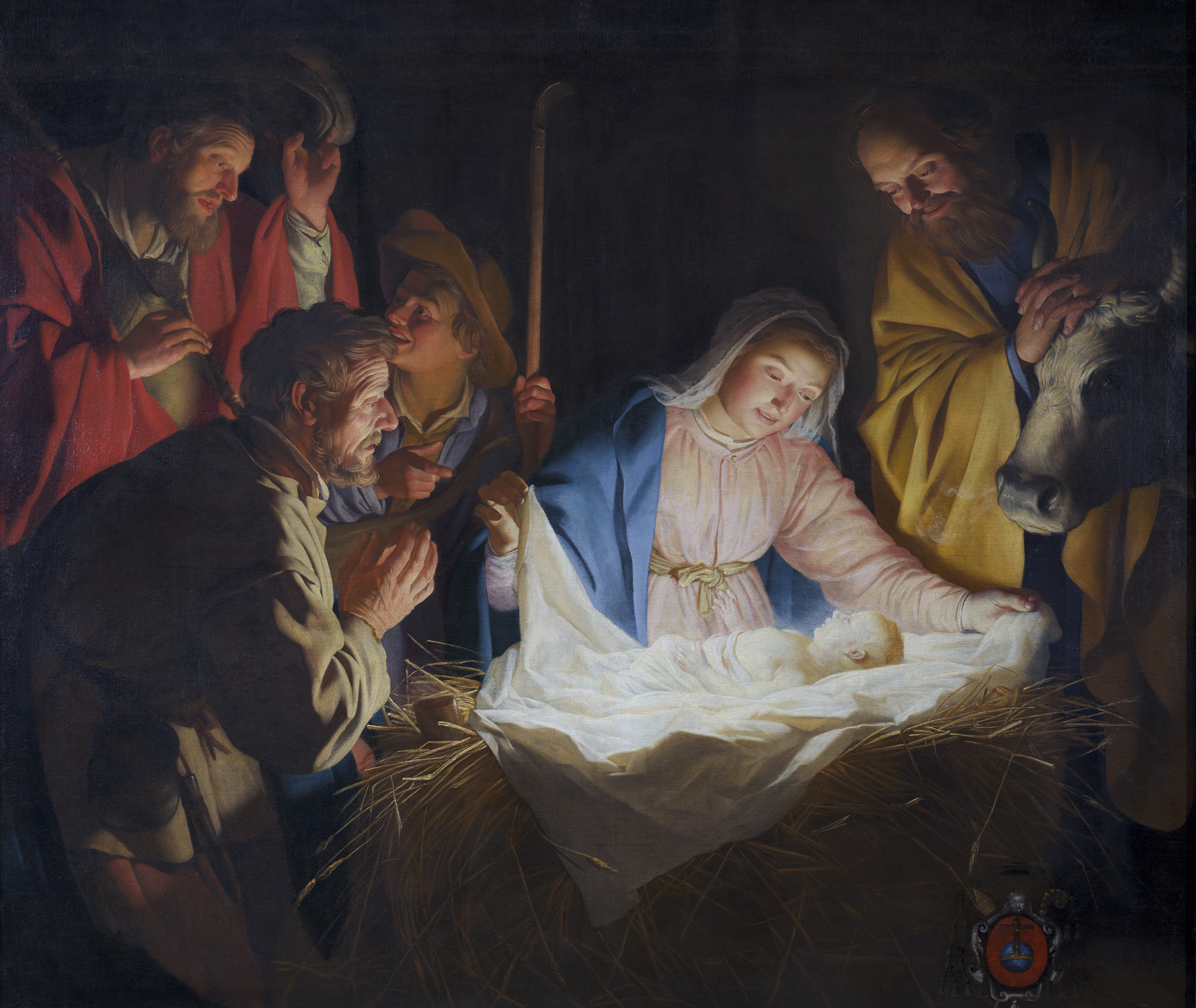
Anbetung der Hirten

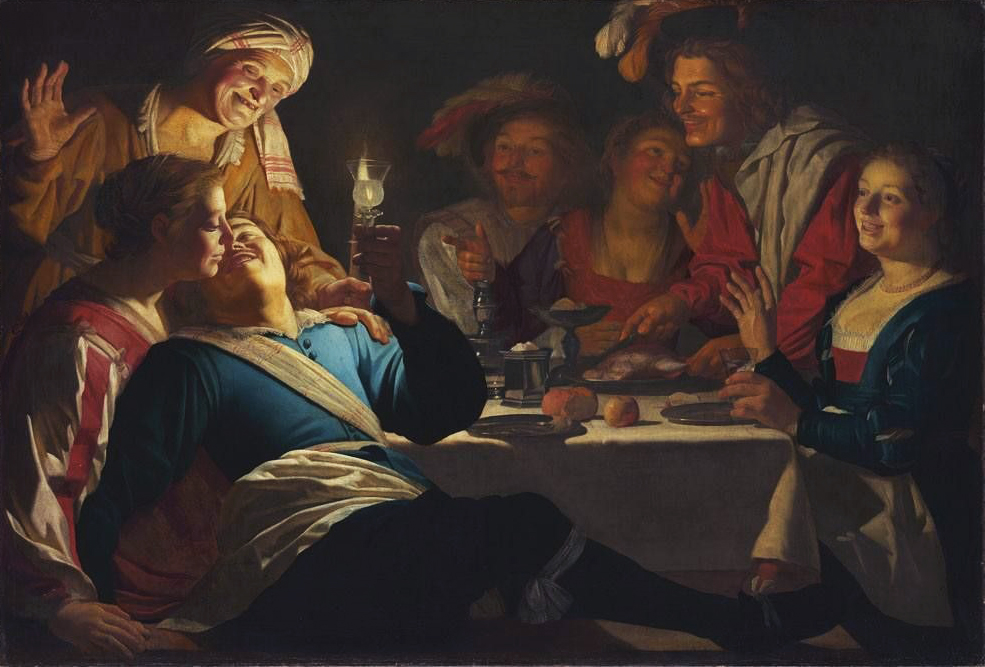
Der verlorene Sohn

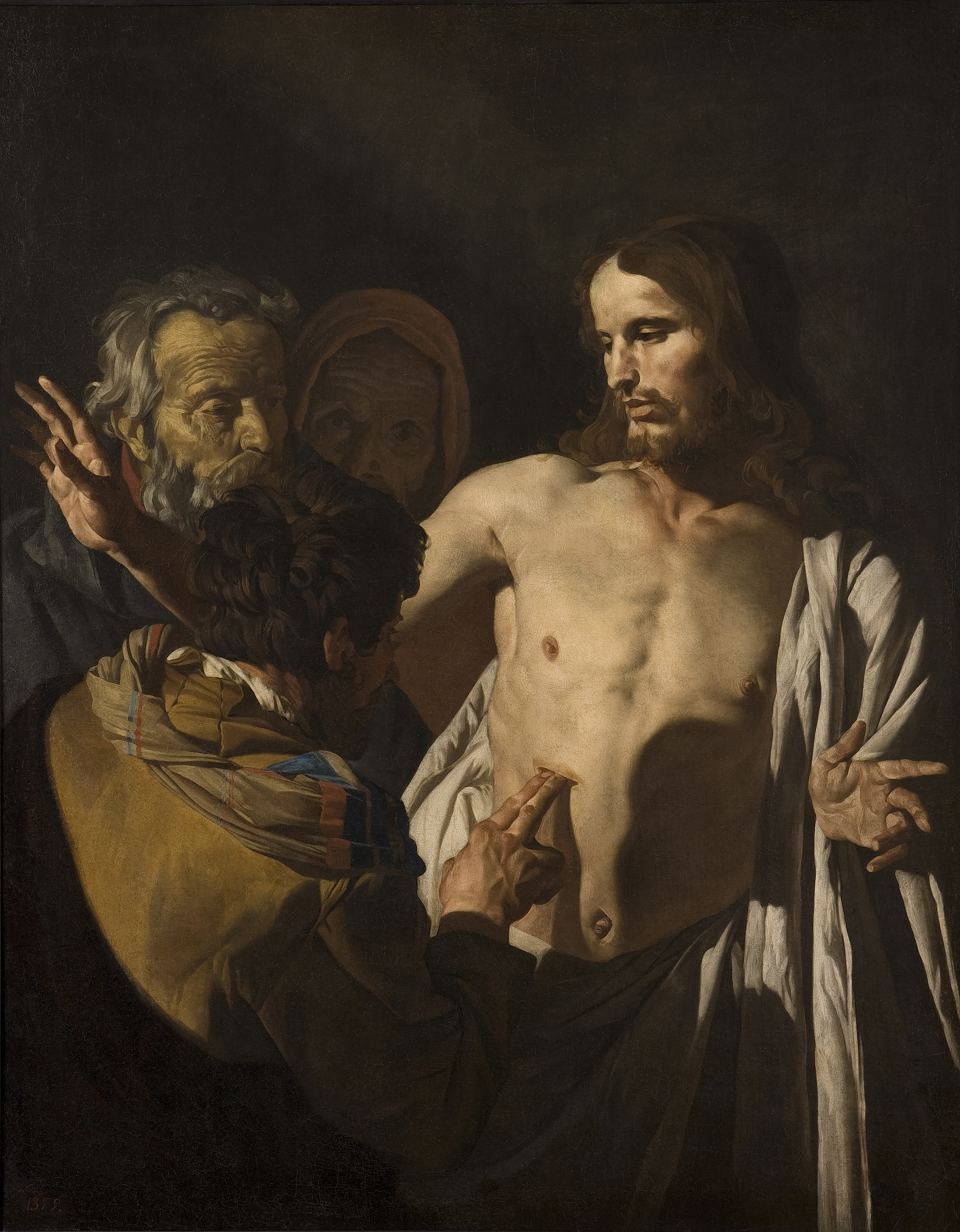
Der ungläubige Thomas

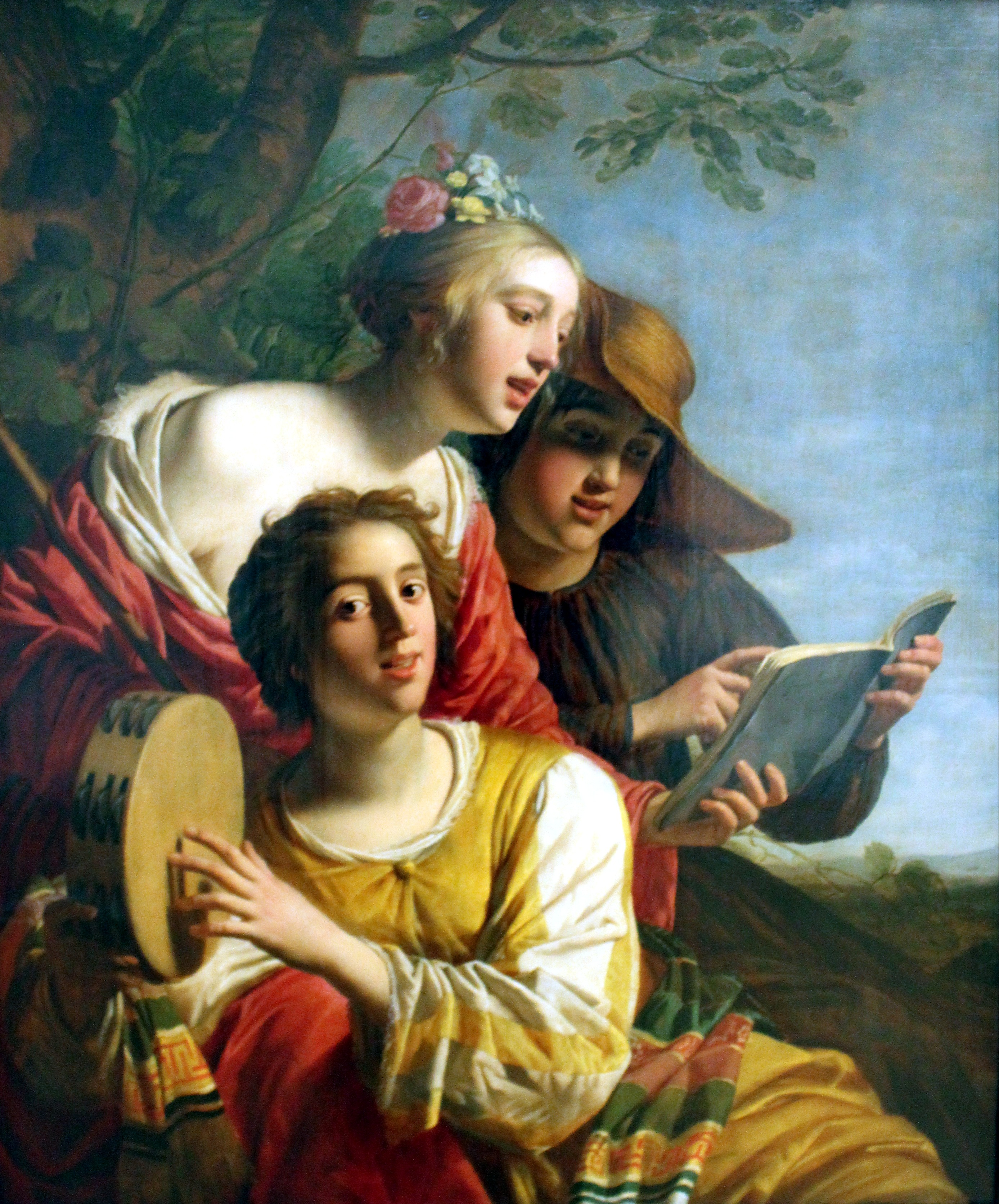
Musizierende Gesellschaft

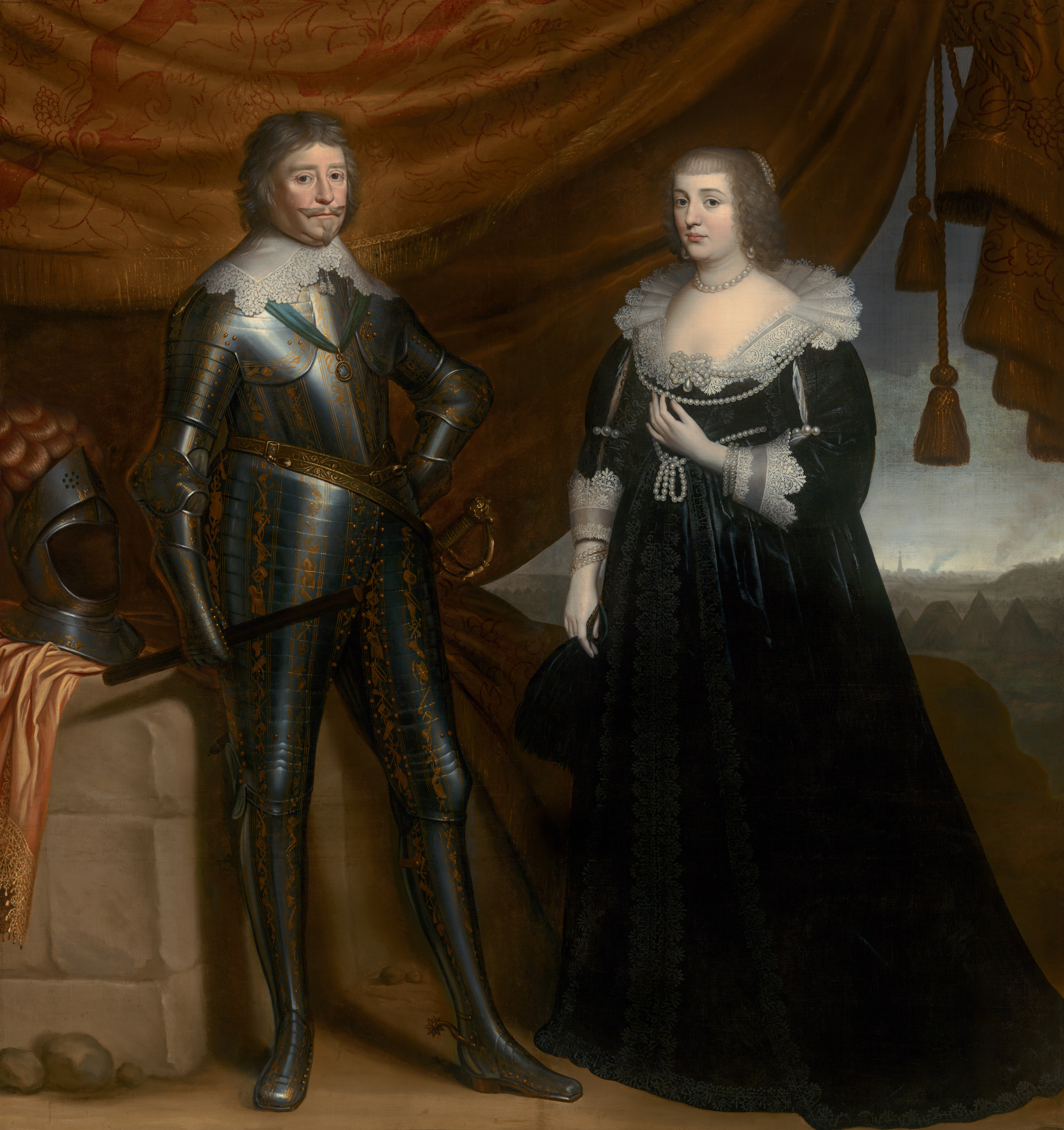
Porträt des Prinzen Frederik Hendrik und der Amalie von Solms

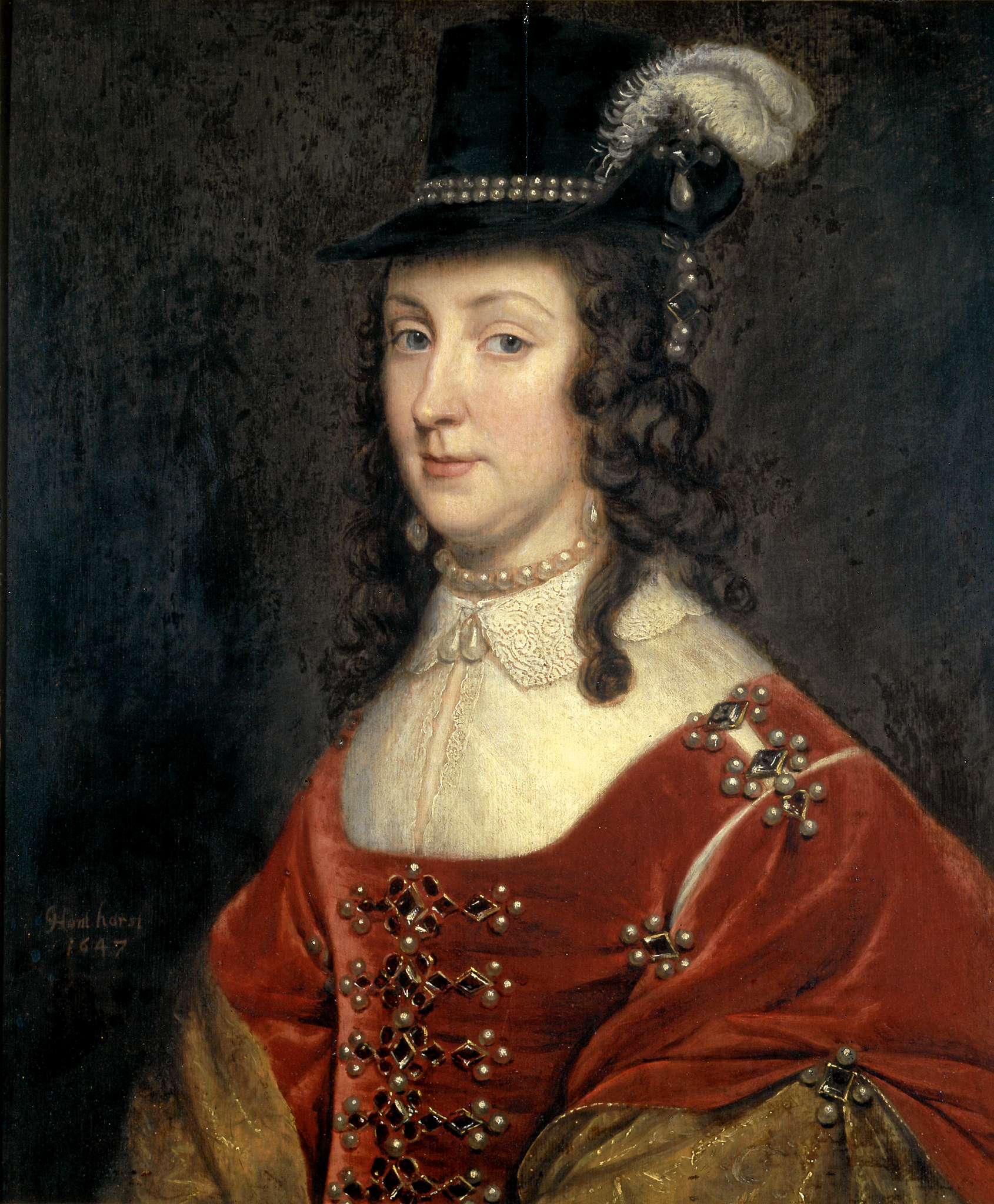
Leonora Christina Ulfeldt, 1647

Gerrit van Honthorst (* 4. November 1592 in Utrecht; † 27. April 1656 ebenda) war ein niederländischer Maler. Er zählte zu den Anhängern Caravaggios und wird als einer der Utrechter Caravaggisten bezeichnet. Gerrit van Honthorst hatte mehrere Pseudonyme: Gherardo delle Notti, Gerard van Honthorst, Gherardo Fiammingo oder Gerardo van Hermansz.

## Leben
Gerrit van Honthorst war ein Schüler Abraham Bloemaerts, vollendete aber seine Ausbildung in Rom, wo er (etwa zwischen 1610 und 1620) besonders Caravaggios Werke studierte. Er arbeitete für wichtige Auftraggeber wie den Kardinal Scipione Borghese und den Bankier Marchese Vincenzo Giustiniani, einen Sammler von Werken Caravaggios. Er begegnete Guido Reni und arbeitete mit ihm zusammen.
Um 1620 kam er zurück nach Utrecht und heiratete seine Cousine. Im Jahr 1622 trat er in die Utrechter Malergilde ein. Danach trat er nach weiteren Aufenthalten in Italien und England in den Dienst des Oranierhofes und übernahm zahlreiche Porträtaufträge für das im Exil lebende böhmische Königspaar Elisabeth Stuart und Friedrich V. von der Pfalz, deren Kindern er auch Unterricht erteilte. Er kaufte sich ein großes Haus und öffnete ein Atelier; Peter Paul Rubens besuchte ihn. 1628 hielt er sich zusammen mit seinem Schüler Joachim von Sandrart in London auf. Er arbeitete für Karl I. (England) und malte ein allegorisches Bild mit Porträts der königlichen Familie.
1637 trat er in die Malergilde des Haag ein, wo er bis 1652 tätig war. Die Prinzen von Oranien, Friedrich Heinrich und Wilhelm II., ernannten ihn zum Hofmaler und gaben ihm zahlreiche Aufträge. Wegen der vielen Arbeit eröffnete er ein zweites Studio in Den Haag. Von Kurfürst Friedrich Wilhelm von Brandenburg erhielt er 1647 einen Großauftrag, nämlich für 2624 Taler insgesamt 48 Bilder des Kurfürsten und seiner Gemahlin Luise Henriette von Oranien zu malen, überwiegend Brustbilder.
In seinen Werken mischen sich die Einflüsse Abraham Bloemaerts und Caravaggios. Zumeist wandte er nächtliche Beleuchtung durch Kerzen- oder Lampenlicht an, weshalb er von den Italienern den Beinamen „Gherardo delle Notti“ erhielt. Solche Bilder pflegen eine etwas schwere gelbe Farbe im Licht und wenig durchsichtige Schatten zu haben. Vortrefflich, von klarer, vertriebener Behandlung, einfacher und natürlicher Auffassung sind seine Porträts.
Honthorst starb 1656 in Utrecht. Sein Grab befindet sich in der Utrechter Katharinenkirche.
Sein Bruder Willem van Honthorst war ebenfalls Historien- und Porträtmaler. Er hielt sich von 1650 bis 1664 am Berliner Hof auf. Die von ihm in den Galerien von Berlin, Amsterdam und Schwerin befindlichen Porträts gleichen denen Gerrits, sind indes noch etwas glatter und verschmolzener in der Ausführung.

## Wichtige Werke
- Anbetung der Hirten, 1620, Öl auf Leinwand, 339 × 199 cm. Florenz, Galleria degli Uffizi.
- Anbetung der Hirten, 1622, Öl auf Leinwand, 150 × 191 cm. Köln, Wallraf-Richartz-Museum.
- Apoll und Diana, 1628, Öl auf Leinwand, 357 × 640 cm. London, Hampton Court Palace.
- Musizierende Gesellschaft, 1629, Öl auf Holz, 113 × 95 cm. Leipzig, Museum der bildenden Künste.
- Grablegung Christi, 1632, Öl auf Leinwand, St. Michael Aachen. Von Heinrich Franz Carl Billotte als Kreidezeichnung tradiert.[3]
- Beweinung Christi, 1633, Leinwand, 338 × 231 cm. Gent, St. Bavo
- Christus in Gethsemane, Öl auf Leinwand, 113 × 110 cm. Sankt Petersburg, Eremitage.
- Christus vor Kaiphas, Öl auf Leinwand, 272 × 183 cm. London, National Gallery.
- Porträt Kurfürst Friedrich V. von der Pfalz, um 1620, 44 × 38 cm, Wien, Heeresgeschichtliches Museum.
- Porträt Kurfürst Friedrich V. von der Pfalz als König von Böhmen, um 1620, 202 × 143,5 cm, London, Government Art Collection of the United Kingdom, Inv. 1263.[4]
- Die Anbetung der Hirten, 1622, Altarbild der Dorfkirche Pantlitz als Dauerleihgabe im Pommerschen Landesmuseum.
- Die Befreiung Petri
- Esau verkauft sein Erstgeburtsrecht
- Das Puffspiel (Berliner Museum)
- Die Verleugnung Petri (Wien, Galerie Liechtenstein)
- Der Zahnarzt (Dresdner Galerie)
- Das Konzert (Paris, Louvre)
- Der fröhliche Musikant (Amsterdam, Reichsmuseum)
- Der verlorene Sohn (Alte Pinakothek, München)
- Ceres die Proserpina suchend (München, Pinakothek)
- Der ungläubige Thomas
- Leonora Christina